# Ambrogio Imperiale

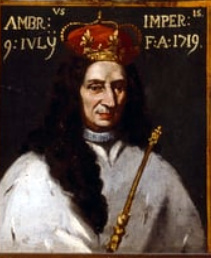
Ambrogio Imperiale

Ambrogio Imperiale (Génova, 1649 - Génova, 1729) foi o 145.º Doge da República de Génova e rei da Córsega.

## Biografia
Ambrogio Imperiale ocupou outros cargos públicos antes de ser Doge, até as eleições de 4 de outubro de 1719 que, com grande maioria de consenso, aprovaram a nomeação como Doge de Génova, o centésimo na sucessão bienal e o centésimo quadragésimo quinto na história republicana. Como Doge, ele também foi investido no cargo bienal de rei da Córsega. No seu mandato, durante 1721, são recordadas as celebrações do aniversário da coroação da Virgem Maria como rainha de Génova, aniversário que acontecia a cada 25 anos em Génova. Ele encerrou o seu mandato a 4 de outubro de 1721. Sofrendo de gota antes mesmo da eleição como Doge, ele morreu em Génova em 1729.